# Травуњани
Травуњани су били становници српске средњовековне области Травуније, којом је владала кнежевска династија Белојевића. Заједно са осталим српским обласним скупинама: Дукљанима, Захумљанима и Неретљанима, настањивали су Поморску земљу, односно приморски део српских земаља, у који су поред Травуније спадале и области: Дукље, Захумља и Неретљанске кнежевине. Тадашњи опсег српског етничког простора потврђује и франачки хроничар Ајнхард, који је у својим Аналима франачког краљевства забележио, под 822. годином, да су Срби народ који држи велики део Далмације (ad Sorabos, quae natio magnam Dalmatiae partem obtinere dicitur).

## Извори и литература
Извори
- Кунчер, Драгана (2009). Gesta Regum Sclavorum. 1. Београд-Никшић: Историјски институт, Манастир Острог.
- Живковић, Тибор (2009). Gesta Regum Sclavorum. 2. Београд-Никшић: Историјски институт, Манастир Острог.
- Мијушковић, Славко, ур. (1988) [1967]. Љетопис попа Дукљанина (2. изд.). Београд: Просвета & Српска књижевна задруга.
- Mošin, Vladimir, ур. (1950). Ljetopis popa Dukljanina. Zagreb: Matica hrvatska.
- Острогорски, Георгије; Баришић, Фрањо, ур. (1966). Византијски извори за историју народа Југославије. 3. Београд: Византолошки институт.
- Pertz, Georg Heinrich, ур. (1845). Einhardi Annales. Hanover.
- Scholz, Bernhard Walter, ур. (1970). Carolingian Chronicles: Royal Frankish Annals and Nithard's Histories. University of Michigan Press.
- Thurn, Hans, ур. (1973). Ioannis Scylitzae Synopsis historiarum. Berlin-New York: De Gruyter.
- Ферјанчић, Божидар (1959). „Константин VII Порфирогенит”. Византијски извори за историју народа Југославије. 2. Београд: Византолошки институт. стр. 1—98.
- Flusin, Bernard; Cheynet, Jean-Claude, ур. (2003). John Scylitzès: Empereurs de Constantinople. Paris: Lethielleux.
- Шишић, Фердо, ур. (1928). Летопис Попа Дукљанина. Београд-Загреб: Српска краљевска академија.
- Wortley, John, ур. (2010). John Skylitzes: A Synopsis of Byzantine History, 811–1057. New York: Cambridge University Press.

Литература
- Благојевић, Милош; Медаковић, Дејан (2000). Историја српске државности. 1. Нови Сад: Огранак САНУ.
- Живковић, Тибор (2002). Јужни Словени под византијском влашћу (600-1025). Београд: Историјски институт САНУ, Службени гласник.
- Живковић, Тибор (2004). Црквена организација у српским земљама: Рани средњи век. Београд: Историјски институт САНУ, Службени гласник.
- Đuro Tošić: Rana prošlost Travunije, Godišnjak Društva istoričara BiH 39 (1988) 42-49.
- Ђуро Тошић: Средњовјековна жупа Требиње (историјско-географско-топографски осврт), Прилози. Историјски институт Сарајево 24, 25/26 (1990) 65-101.
- Ђуро Тошић: Требињски крај у склопу немањићке Србије, Календар Просвјета за 1992. годину. — Сарајево, 1992, 110-127.
- Ђуро Тошић: Српске приморске земље (Зета и Травунија) у XIII веку, у: Краљ Владислав и Србија XIII века : научни скуп 15-16. новембар 2000. — Београд : Историјски институт, 2003, 63-72.
- Ђуро Тошић: Требињска област у средњем вијеку. — Београд : Историјски институт САНУ, 1998.
- Ћирковић, Сима (1995). Срби у средњем веку. Београд: Идеа.
- Ћирковић, Сима (2004). Срби међу европским народима. Београд: Equilibrium.